# Nephropides caribaeus
Nephropides caribaeus är en kräftdjursart som beskrevs av Manning 1969. Nephropides caribaeus ingår i släktet Nephropides och familjen humrar. IUCN kategoriserar arten globalt som otillräckligt studerad. Inga underarter finns listade i Catalogue of Life.